# エアバス A330 MRTT
A330 MRTT
イギリス空軍のA330 MRTT
- 用途：空中給油・戦略空輸
- 分類：空中給油・輸送機
- 製造者：エアバス・ディフェンス・アンド・スペース
- 運用者

  -  オーストラリア（オーストラリア空軍）
  -  イギリス（イギリス空軍）
  -  大韓民国（大韓民国空軍）
  -  サウジアラビア（サウジアラビア空軍）
- 初飛行：2007年6月15日[1]
- 生産数：48機＋発注済13機 (2021年7月現在)[2]
- 運用開始：2011年
- 運用状況：配備中
- 原型機：エアバスA330-200[1]

エアバス A330 MRTT（Airbus A330 MRTT）とは、エアバス A330-200をベースとして開発された空中給油・輸送機（Multi Role Tanker Transport, MRTT）である。

## 能力
A330 MRTTは、A330-200をもとに主翼をA340-200/300のものに換装した設計となっており、燃料111トンを搭載した状態でも貨物45トンを搭載することができる。2024年時点で、空中給油機としては世界最大とされる。

### 給油能力
主翼では、1番・4番エンジン用のハードポイントにプローブアンドドローグ方式の給油ポッドが装備されている。ローンチカスタマーであるオーストラリア空軍のKC-30Aの場合、給油ポッドとしてはコブハム905Aを搭載する。
またA330 MRTTでは、胴体尾部にエアバス空中給油ブーム・システム（ARBS）を装備しており、フライングブーム方式の空中給油にも対応できる。これは先行するA310 MRTTでは装備化されなかったものの、2005年12月23日にはA310-304にこれを搭載した技術デモンストレーション用試作機が完成して、試験を重ねていたものであった。ARBSのシステム重量は1,202 kg（2,650 lbs）、長さは収納時10.85 m（35 ft 7 in）、伸長時17.63 m（57 ft 10 in）で、給油速度は毎分1,200米ガロン (4,500 l)とされる。
空中給油は、コクピットに装備された給油管制コンソールと専任オペレーターによって行われる。

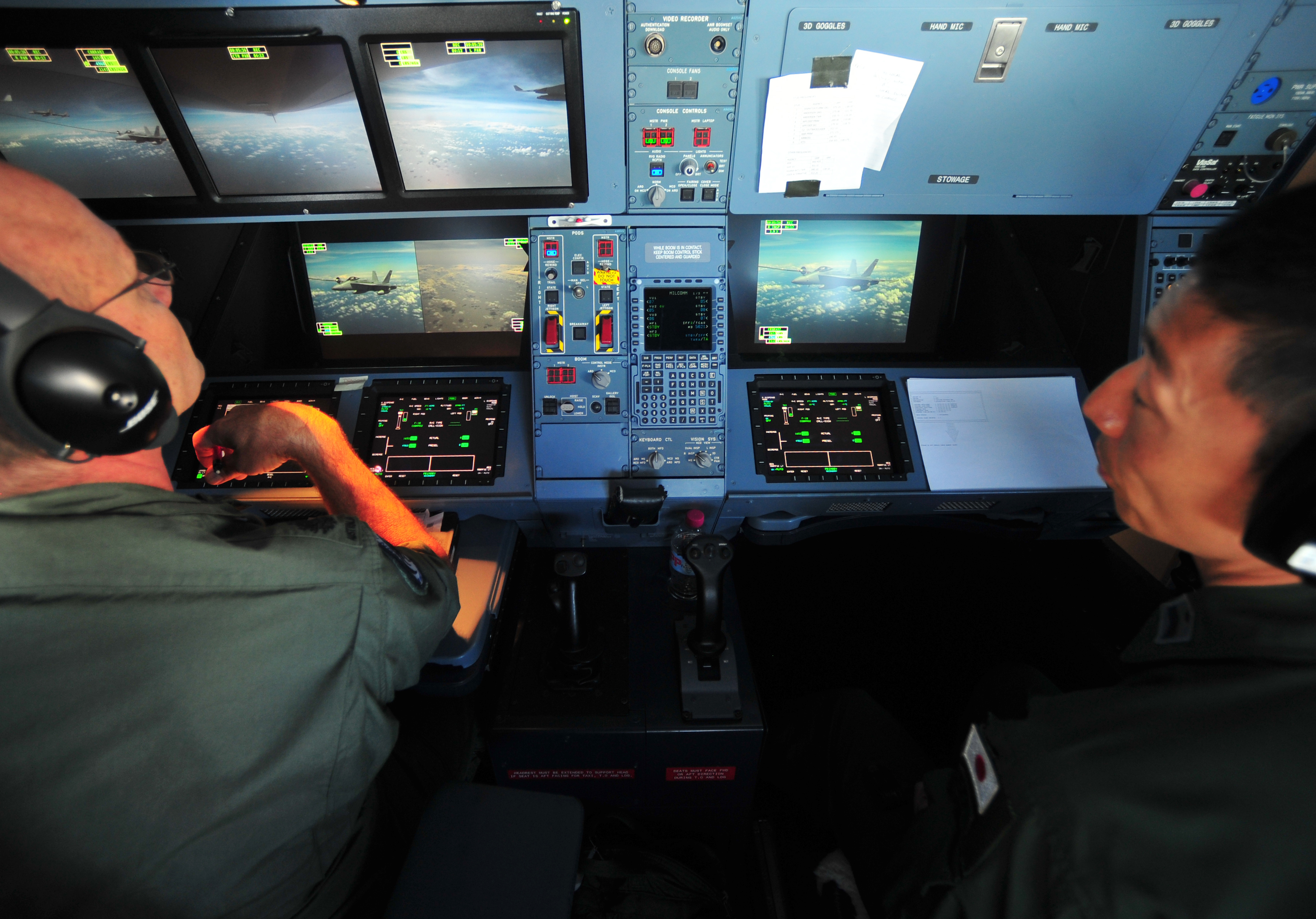
空中給油オペレーター席
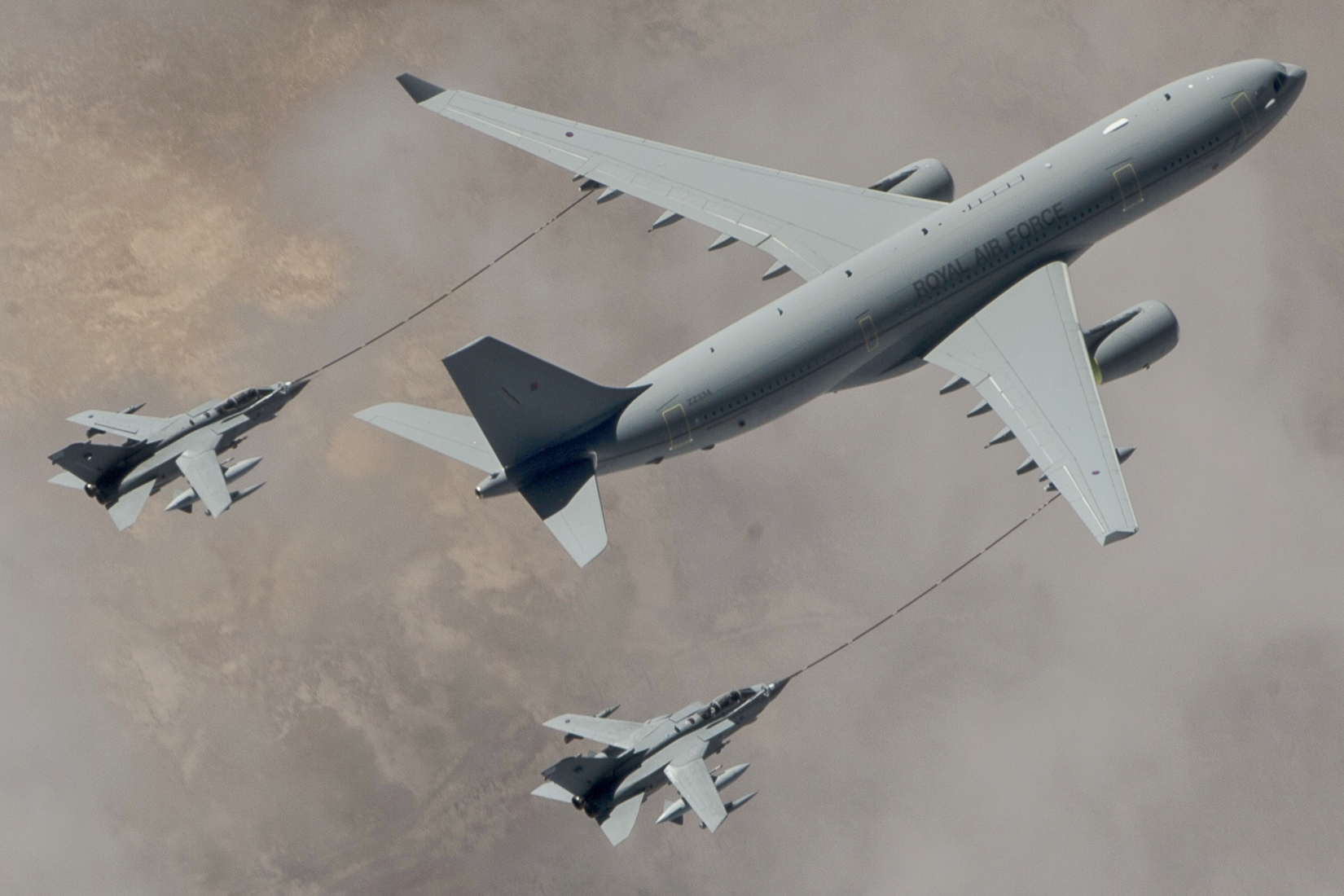
給油を受けるトーネードGR.4

### 輸送能力
従来の空中給油機では床下を燃料タンクなど給油関連装置として、キャビンを貨物室としていたのに対し、本機では床下に貨物室を設けている。床下貨物室にはLD1からLD3、LD6に至る既存のULDに加えて、軍用463Lマスターパレット8基を収納することもできる。
キャビンは典型的な2クラスレイアウトでは266名の乗客、モノクラスレイアウトでは約300名の乗客を搭乗させることができる。航空医療後送(AE)に使用する場合には担架130床を収容できる。その他、担架40床と医療従事者20席、乗客100名の座席と、床下貨物室に貨物37トンを積載する仕様もアレンジ可能である。
今後の生産機は、構造変更による空力改善やアビオニクスの更新を行った新型になる予定で、2016年9月30日に新型A330 MRTTの初号機が初飛行した。

## 配備

### 採用国

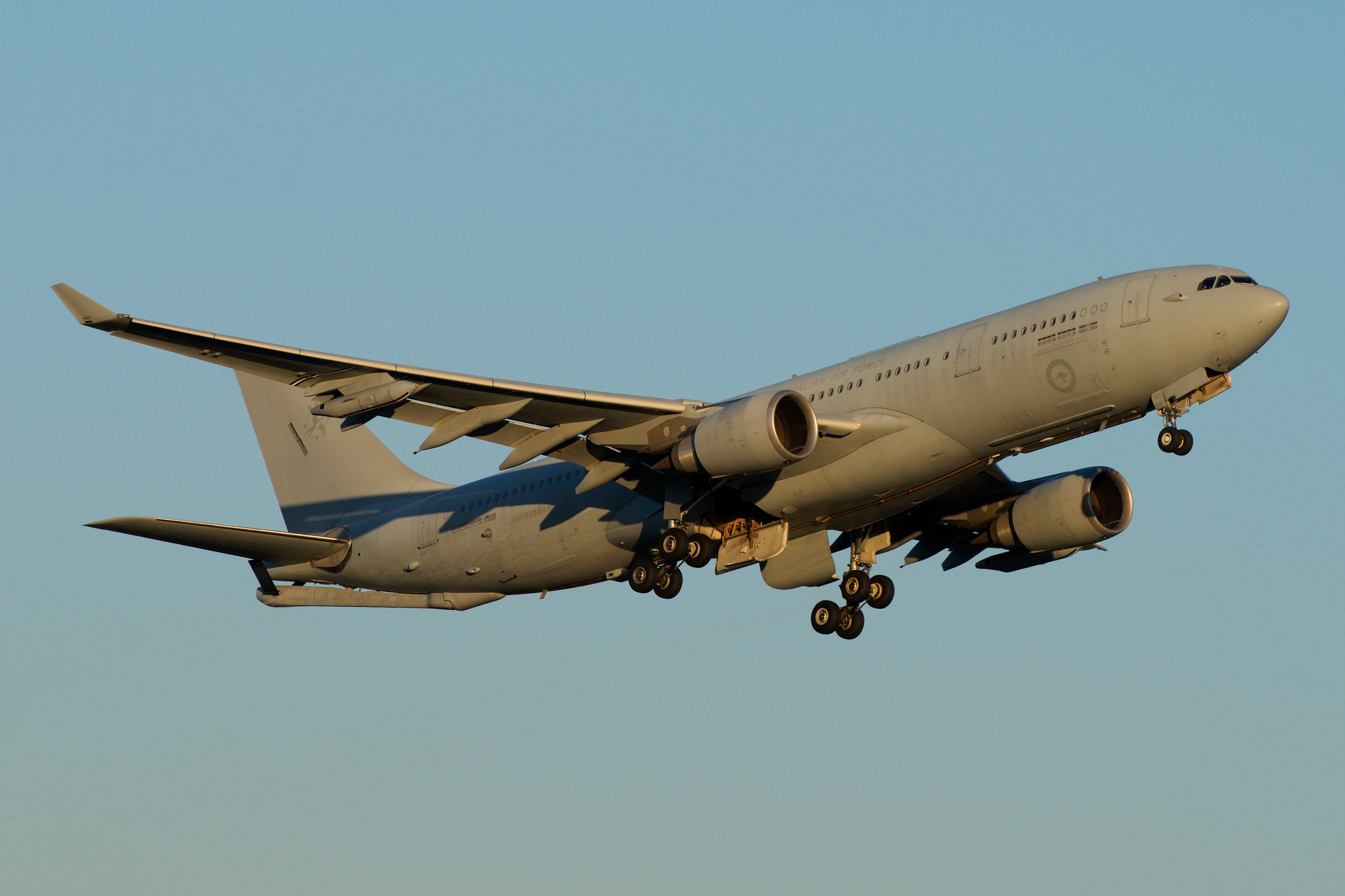
オーストラリア空軍のKC-30A

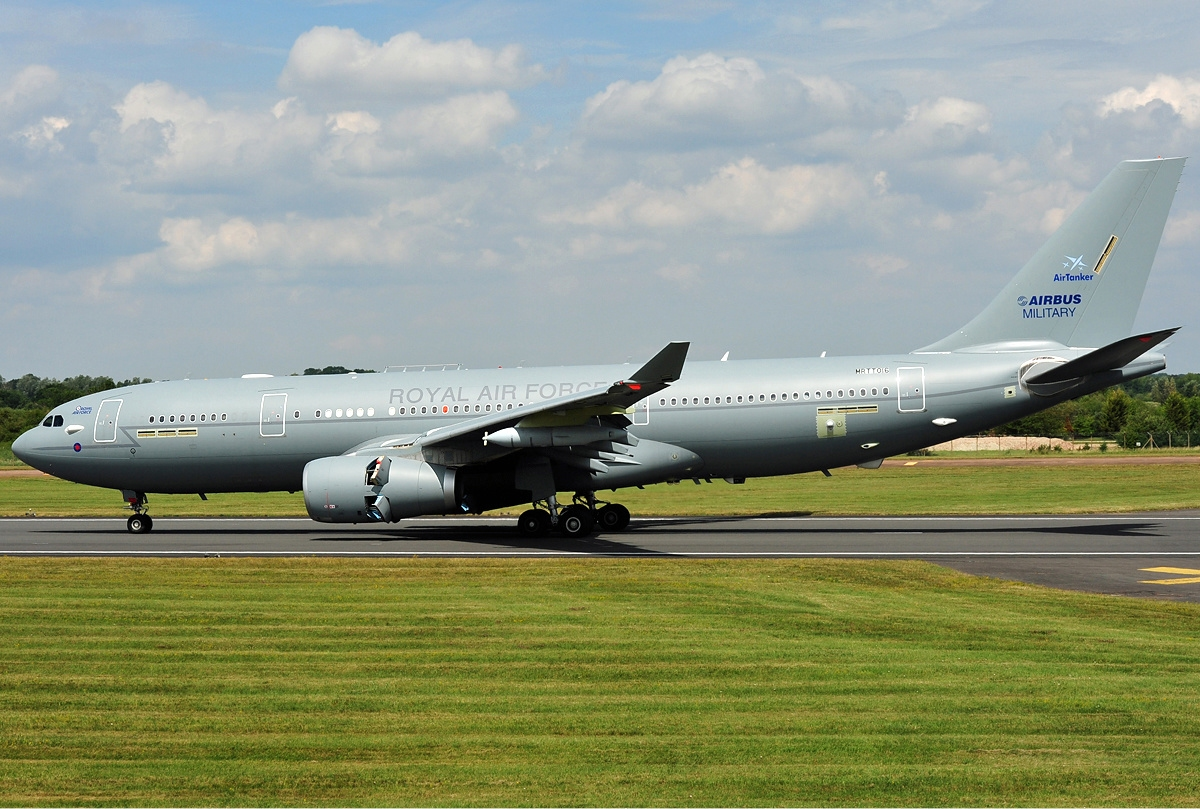
イギリス空軍のボイジャー
尾部のARBSがないことがわかる

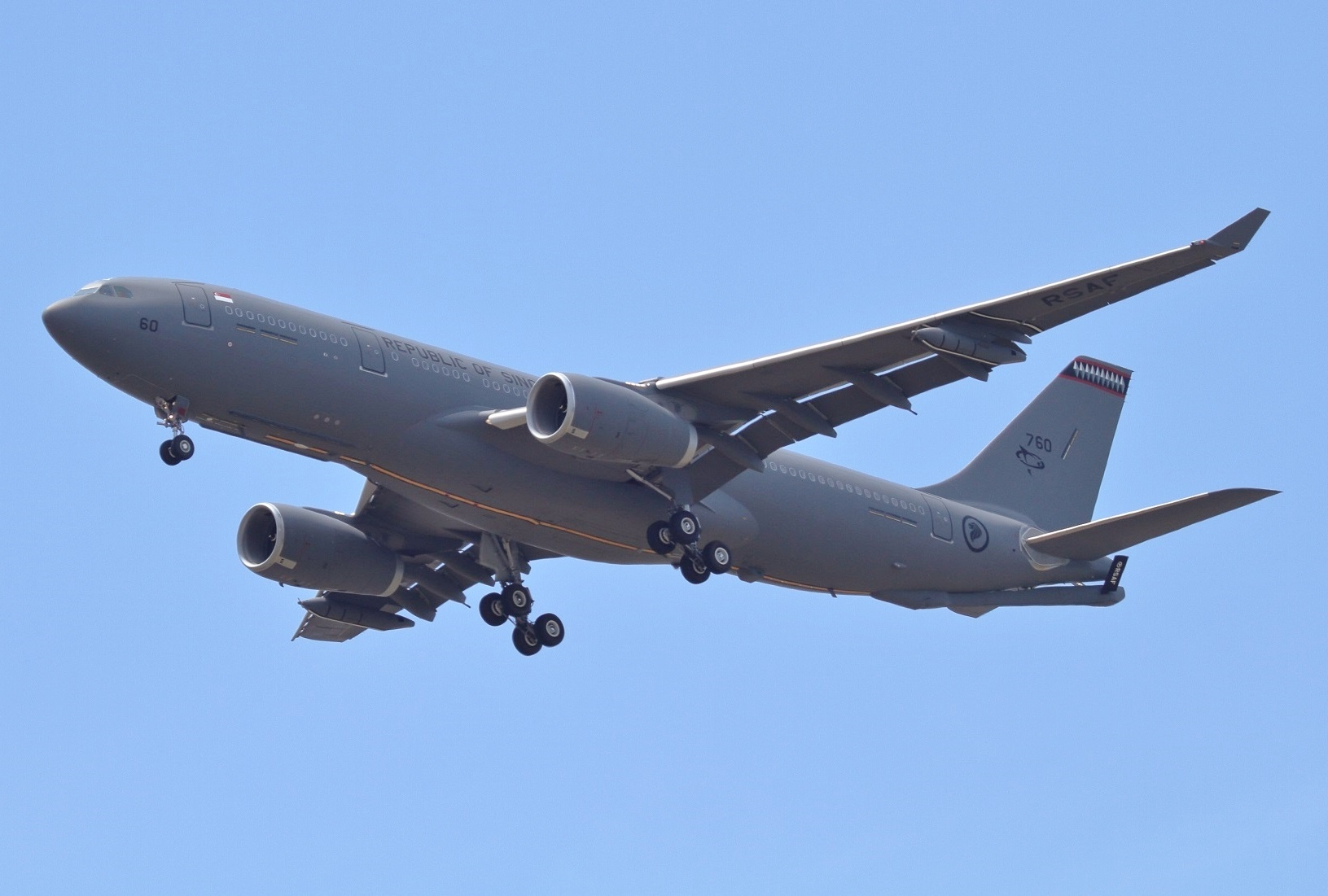
シンガポール空軍のA330 MRTT

オーストラリア
ローンチカスタマーであるオーストラリア空軍は、空中給油機として運用していたボーイング707の後継として2004年にKC-30Aの名称で5機を発注した。搭載エンジンはCF6。2008年から配備を始める予定だったが、テスト中のトラブルによりARBSの開発が遅れたため、最初の機体の納入は2011年となった。2013年に初期作戦能力を獲得し、2014年9月からは中東へ展開し過激派組織ISIL爆撃作戦の支援に参加している。2015年7月1日オーストラリア国防省は2機の追加発注を発表、VIP輸送機としても機能するこれらの機体は、2017年と2019年に納入予定。2015年11月には、F-35Aとの給油試験を完了し、2017年3月最終的な作戦能力を獲得した。
またオーストラリアではスマートタンカーという名称でエアバスと共同研究を開始する予定である。これではKC-30Aを通信ノードまたはコマンド・コントロールセンターとして使用する可能性を探るほか、ISRの作業にどのように使用されるか、あるいはどのように秘密作戦に使用されるのかを検討する。同時に給油ブームの自動化をどのように高めるかについても検討する。これにより、空中給油オペレーター（ARO）の疲労問題を緩和し、ブームの動きを受油する航空機のパイロットに予測させることが可能となる。ハードウェアの変更には三角測量を支援し、コンピュータ制御システムの奥行き知覚を強化するために、KC-30Aの後部胴体の下に垂直に取り付けられたカメラを追加することが含まれる。オーストラリアは2017年3月にこのシステムのための研究実施で合意し、保有する5機の内1機をこの試験に使う可能性が指摘されている。準備が整うまでに約2年かかると予想されている。
 イギリス
イギリス空軍は2004年に次期空中給油機としてA330 MRTTを選定し、ボイジャーKC.2/KC.3の名称で2007年に発注に至った。搭載エンジンはトレント700。KC.2は給油装置が左右主翼外側の空中給油ポッドのみ、KC.3はさらに胴体にFRUを装備している。14機を取得予定であり、2011年からPFI形式でエアバス、ロールス・ロイス、タレスなどが出資する民間会社エア・タンカーが所有し、運用されている。
導入後に欧州全体での軍用輸送機・空中給油機の共有が進んだため、余剰となった機体を民間機仕様に改装した上で、欧州の航空会社（トーマス・クック航空、コンドル航空等）にリースされ、民間航空路に投入されている機体もあるほか、一部は空中給油可能な政府専用機ベスピナとしても利用されている。

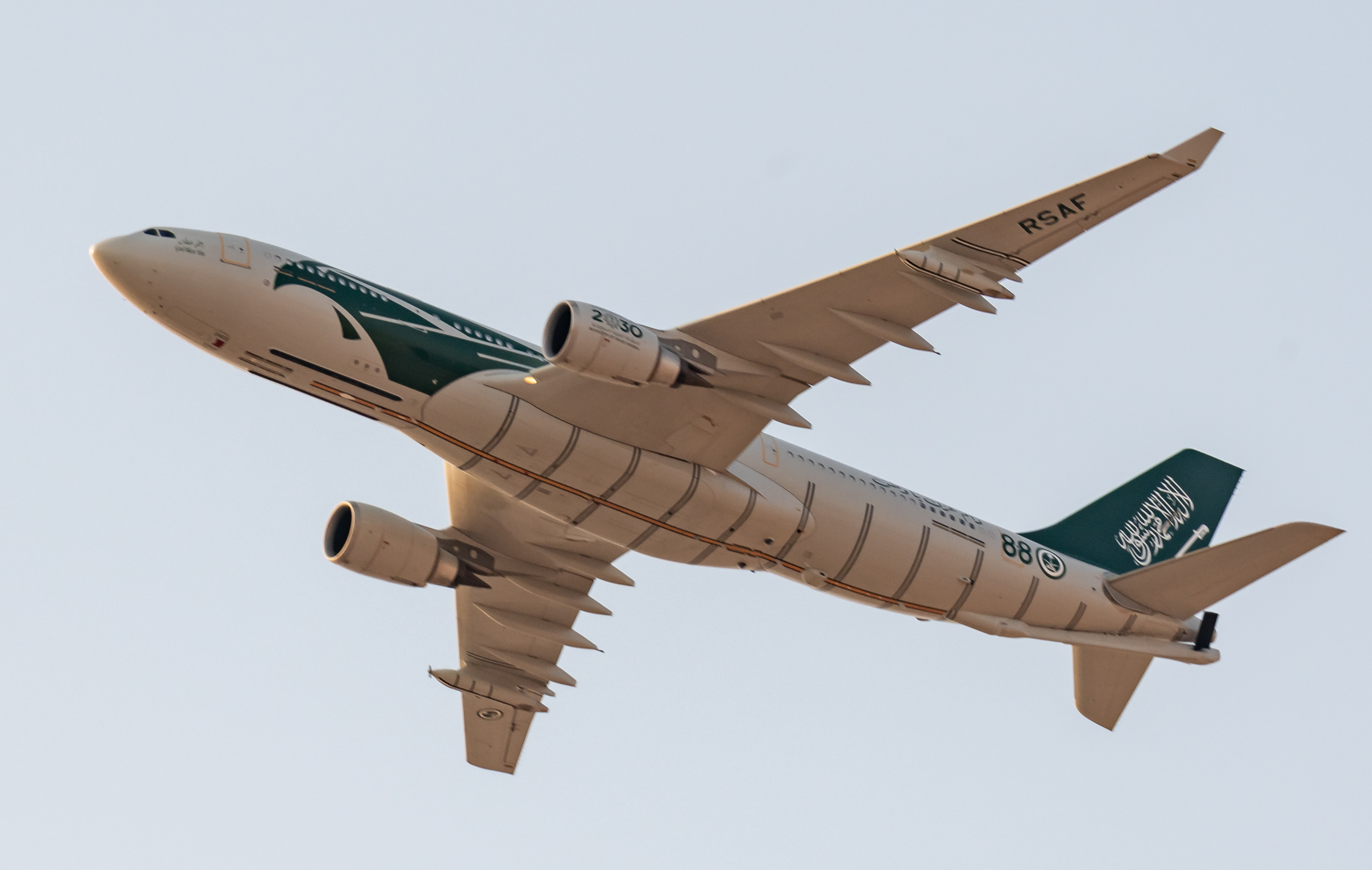
サウジアラビア空軍のA330 MRTT

 サウジアラビア
サウジアラビア空軍はKE-3Aの後継として6機取得予定で2011年から配備が始まり、2013年2月25日から運用を開始した。搭載エンジンはCF6。
 アラブ首長国連邦
アラブ首長国連邦空軍は2007年に3機を購入する覚書をエアバスとの間で締結、2008年2月にエアバスはUAEとの契約の締結を発表した。2013年に最初の機体が納入された。搭載エンジンはトレント700。2021年11月に2機を追加発注している。
 フランス
フランス空軍は、KC-135の後継として2014年に12機を発注、A330-200 MRTT フェニックスの名称で初号機が2018年10月1日にフランス空軍へ引き渡された。2020年にはさらに3機を追加発注し、計15機となった。搭載エンジンはトレント700。
 シンガポール
シンガポール空軍はKC-135の後継として6機を発注したことが2014年3月7日にエアバスより発表され、2018年9月1日のシンガポール空軍50周年記念パレードで初号機が初披露された。2021年4月20日に完全作戦能力を得たと発表された。搭載エンジンはトレント700。
2023年時点で、シンガポール空軍は6機のA330 MRTTを保有している。
 韓国
韓国空軍はB767 MMTT、KC-46との競合の末、海外派兵など作戦任務地域での滞空時間や空中給油量、人員および貨物空輸などで優秀な性能を見せたことなどを評価して、2015年6月30日にA330 MRTTを選定したことを発表した。4機を導入する予定でエンジンはロールス・ロイス製のトレント700シリーズが選定された。
エアバスは2018年に納入開始と発表し、KC-330の制式名称で初号機は2019年1月30日に韓国空軍へ納入された。
 スペイン
スペイン政府は2021年9月、A330型3機の購入を承認した。イベリア航空の中古機を購入し、エアバスの工場でMRTTとして改修する計画で、調達予算は総額約1,062億円。2025年4月11日、初号機が納入された。
 ブラジル
ブラジル空軍は2022年4月、空中給油機選定計画KC-X3としてアズールブラジル航空のA330-200型を2機、購入することを決定した。
 NATO
オランダ、ノルウェー、ポーランドの3ヶ国はA330 MRTTの共同購入・共同運用に向けてエアバス社と交渉を行っており、内オランダは2016年7月27日に国防省が議会に対し、A330 MRTTの取得をルクセンブルクと共に契約を行うと通知している。契約内容は契約は、2機の確定発注と6機のオプションとなっている。
この計画はNATO共同購入の枠組みに組み入れられ、NATO Multinational MRTT Fleet(MMF)プログラムとして最終的に8機が発注された。資金を提供したのはオランダ、ノルウェー、ドイツ、ベルギー、ルクセンブルク、チェコの6ヵ国であり、これらの国々で共同運用される予定である。
初号機は2020年6月29日に引き渡され、8月28日にはドイツ南部上空でドイツ空軍のユーロファイター タイフーンに対する空中給油試験を行った。8月10日には、2号機がオランダのアイントホーフェン基地で引き渡された。2021年4月時点で4機が配備されており、8機の導入が予定されている。

### 採用を検討した国
アメリカ合衆国
アメリカ空軍の次期空中給油機KC-X選定には、ノースロップ・グラマンがEADSと提携してKC-30Tの名称で応募し、2008年2月29日にKC-45の名称で179機の採用が発表された。しかしボーイング側は、3月11日にアメリカ会計監査院（GAO）とエアバス及びノースロップ・グラマンに対して異議を申し立てると発表した。6月18日にGAOが空軍の選定に重大な誤りがあるという調査結果を公表したため、KC-45の採用は白紙に戻された。
2010年3月9日ノースロップ・グラマンが応募を見送ると発表、2011年2月24日にアメリカ国防総省はKC-767をKC-46Aの名称で採用したため、KC-45は不採用となった。
2021年9月17日、ロッキード・マーティンは空中給油機プログラム第2弾「KC-Y」にA330 MRTTをベースとした空中空輸機「LMXT」を提案すると発表した。
 インド
インド空軍は、1987年から開始された空中給油機の導入検討時にIl-78M、A310 MRTTとともに比較検討した結果、保有するIl-76MDと互換性があり輸送機としても使用できることが評価されたIl-78に敗れている。
2008年からは新たに給油機の導入が検討され、KC-767AT、Il-78MKIとともに提案された結果A330 MRTTが選定されたがインド財務省は、価格が高すぎるとしてA330MRTTの購入をキャンセル、2010年より新たに入札を実施した。その結果2013年1月にA330 MRTTが再び選ばれエアバスが優先交渉相手に選定されて6機の購入交渉が開始されたが、インド政府の上層部は出力が十分でない割に高価であるとして交渉は難航、最終的に運用コストが高いという理由から2016年8月に再びキャンセルされた。
 日本
航空自衛隊では、KC-46とともに候補に上がると考えられていたが、エアバスは「A330 MRTTはベストセラーの空中給油機となるが、競合企業が米国政府の対外有償軍事援助(FMS)を活用した場合、価格面で太刀打ちすることはできなくなる」と述べ、この提示要件では採算が合わないため提案を見合わせた。

### 採用検討中
インドネシア
空中給油能力を向上させるために、KC-46と共に購入検討中。

## スペック
出典: 公式サイト（英語）
諸元
- 乗員: パイロット2名、AARオペレーター1名
- 全長: 58.80 m （193 ft）
- 全高: 17.40 m （57 ft）
- 翼幅: 60.3 m（198 ft）
- 最大離陸重量: 233 t （514,000 lb）
- 動力: ロールス・ロイス製 トレント772B / ゼネラル・エレクトリック製 CF6-80E1A3 / プラット・アンド・ホイットニー製 PW4168A 、316 kN （71,000 lb）  × 2

性能
- 巡航速度: M 0.86 （550 kt）
- 航続距離: 12,500 km  (6,750 nm)
- 実用上昇限度: 10,700 m （35,000 ft）
- * 翼幅荷重：

|                | KC-135R                                | KC-10                                  | KC-767                     | KC-46                      | エアバス A330 MRTT                       | Il-78M                                 |
| -------------- | -------------------------------------- | -------------------------------------- | -------------------------- | -------------------------- | ---------------------------------------- | -------------------------------------- |
| 画像           |                                        |                                        |                            |                            |                                          |                                        |
| 乗員           | 3名                                    | 4名                                    | 3名                        | 3名                        | 3名                                      | 6名                                    |
| 全長           | 41.53 m                                | 55.4 m                                 | 48.51 m                    | 50.5 m                     | 58.8 m                                   | 46.6 m                                 |
| 全幅           | 39.88 m                                | 50.4 m                                 | 47.57 m                    | 48.1 m                     | 60.3 m                                   | 50.5 m                                 |
| 全高           | 12.7 m                                 | 17.1 m                                 | 15.9 m                     | 15.9 m                     | 17.4 m                                   | 14.76 m                                |
| 空虚重量       | ―                                      | ―                                      | ―                          | 82.377 t                   | ―                                        | ―                                      |
| 基本離陸重量   | ―                                      | 109.328 t                              | ―                          | ―                          | ―                                        | ―                                      |
| 最大離陸重量   | 146.285 t                              | 266.5 t                                | 186.88 t                   | 188.24 t                   | 233 t                                    | 190 t                                  |
| 最大燃料搭載量 | 90.719 t                               | 160.2 t                                | 72.877 t                   | 96.297 t                   | 111 t                                    | 69 - 74 t                              |
| 発動機         | F108-CF-100×4                          | CF6-50-C2×3                            | CF6-80C2B6F×2              | PW4062×2                   | トレント772B /CF6-80E1A3 ×2              | PS-90A-76×4                            |
| 発動機         | ターボファン                           |                                        |                            |                            |                                          |                                        |
| 最大速度       | 933 km/h                               | 982 km/h                               | 915 km/h                   | 915 km/h                   | 880 km/h                                 | 850 km/h                               |
| 採用国         | 5                                      | 1                                      | 2                          | 3                          | 10 （NATO6カ国はNATOとして計上）         | 7                                      |
| 給油方式       | 有人直視 ブーム/ドローグ可（併用不可） | 有人直視 ブーム/ドローグ可（併用不可） | 有人遠隔 ブーム/ドローグ可 | 有人遠隔 ブーム/ドローグ可 | 有人遠隔（自動給油可） ブーム/ドローグ可 | 型式により無人可 ドローグポッド3基のみ |